# 煥昌文衡殿
煥昌文衡殿是臺灣臺南市學甲區秀昌里的一間廟宇，其為舊時學甲十三庄學甲中社庄頭中七塊厝(舊時稱煥昌)聚落的角頭廟，同時也是十三庄47角頭之一，故也同為是學甲慈濟宮上白礁與刈香的基本參與成員之一，位於三連路旁，是煥昌聚落的角頭廟。主祀關聖帝君，由當地李氏始祖李煥昌自福建泉州府南安縣深潭里十八都渡台時迎請，1875年建廟，於1926年由李榮等進行重建，1961年初經由村長李芳州提議再次重建，於次年八月落成並更改廟名為「文衡殿」，為公厝建築形態，有彩繪藝人李漢卿繪製的水墨彩繪。

## 相片

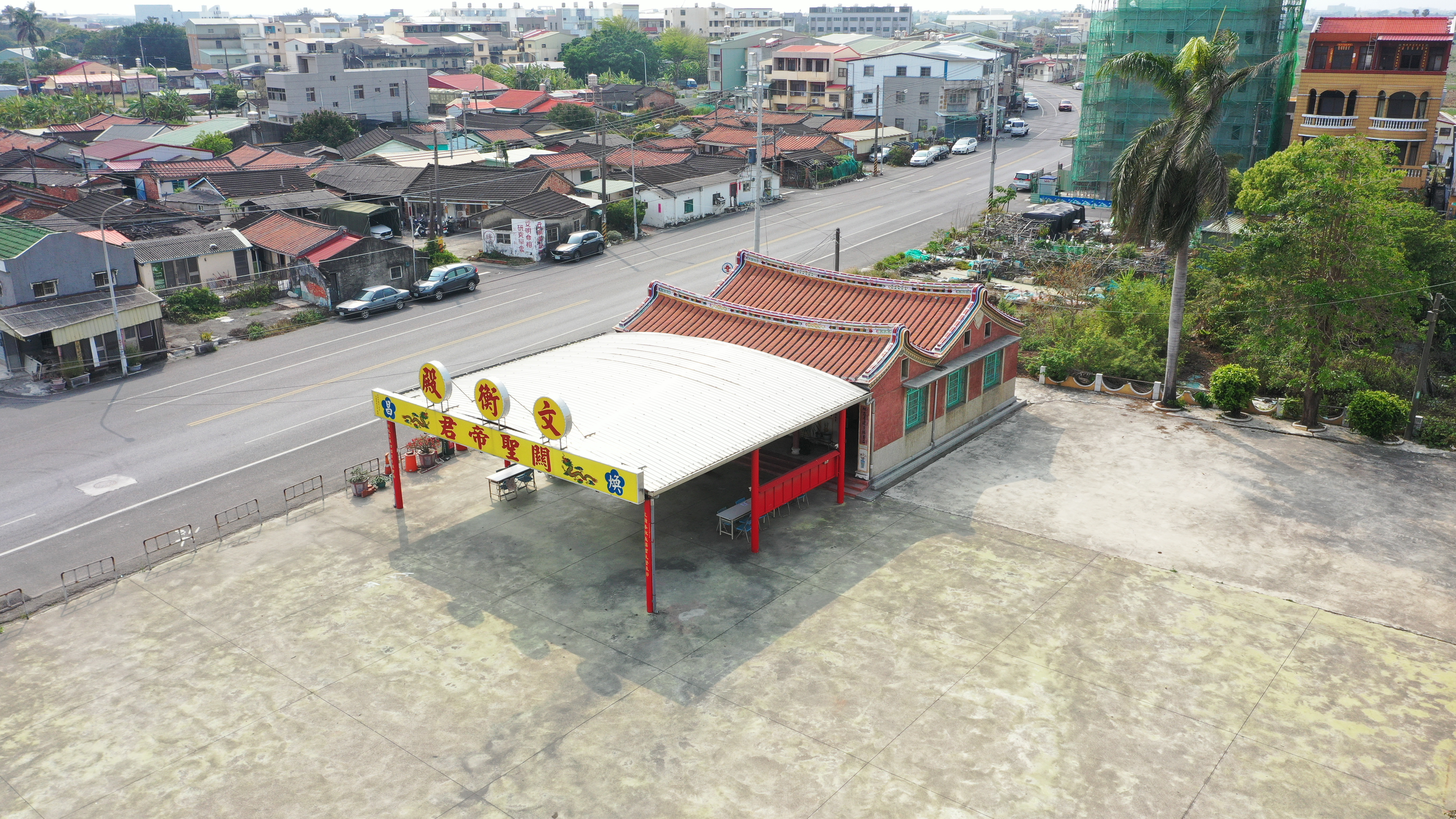
煥昌文衡殿-空照鳥瞰
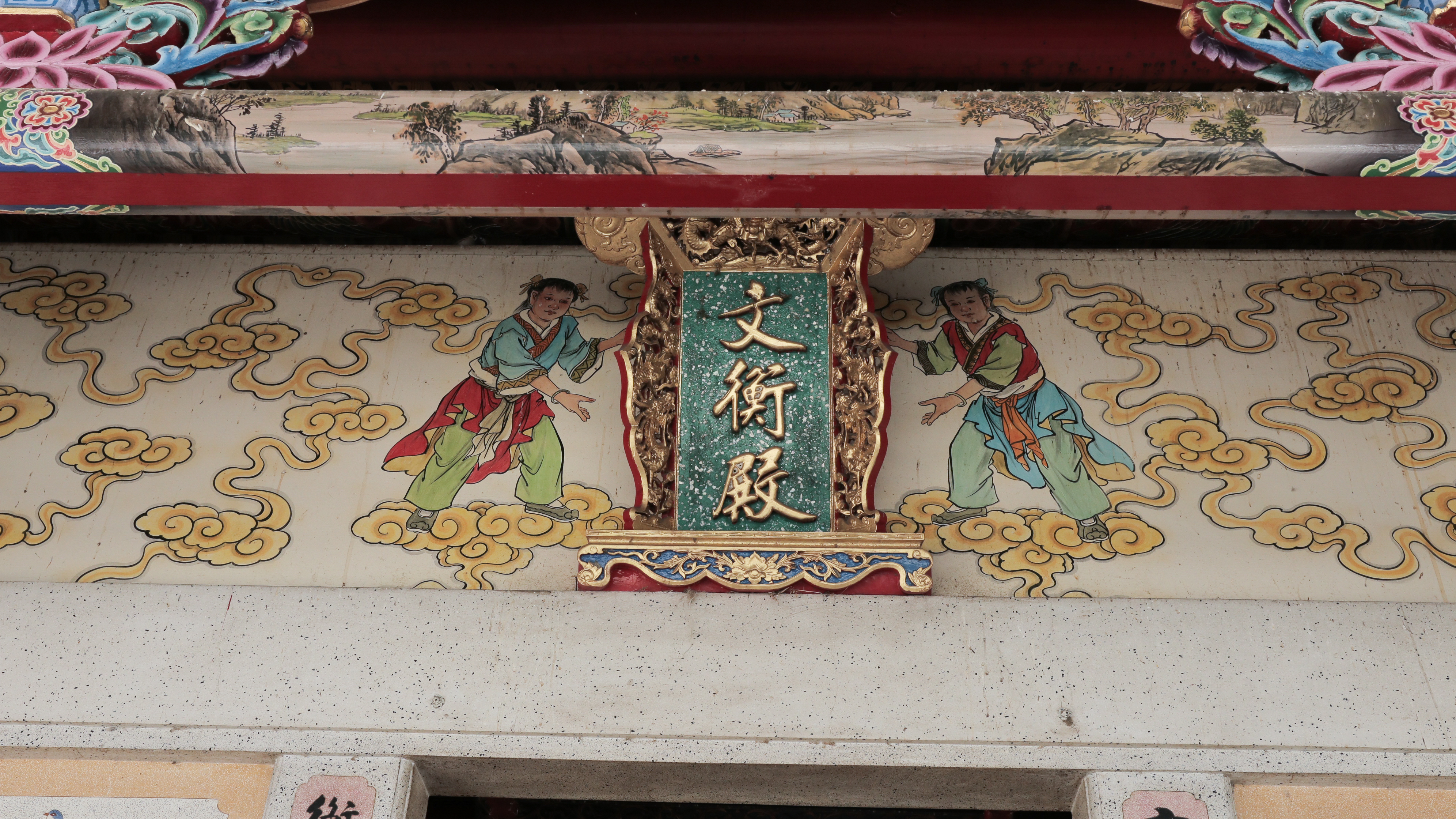
煥昌文衡殿-廟名冠疏
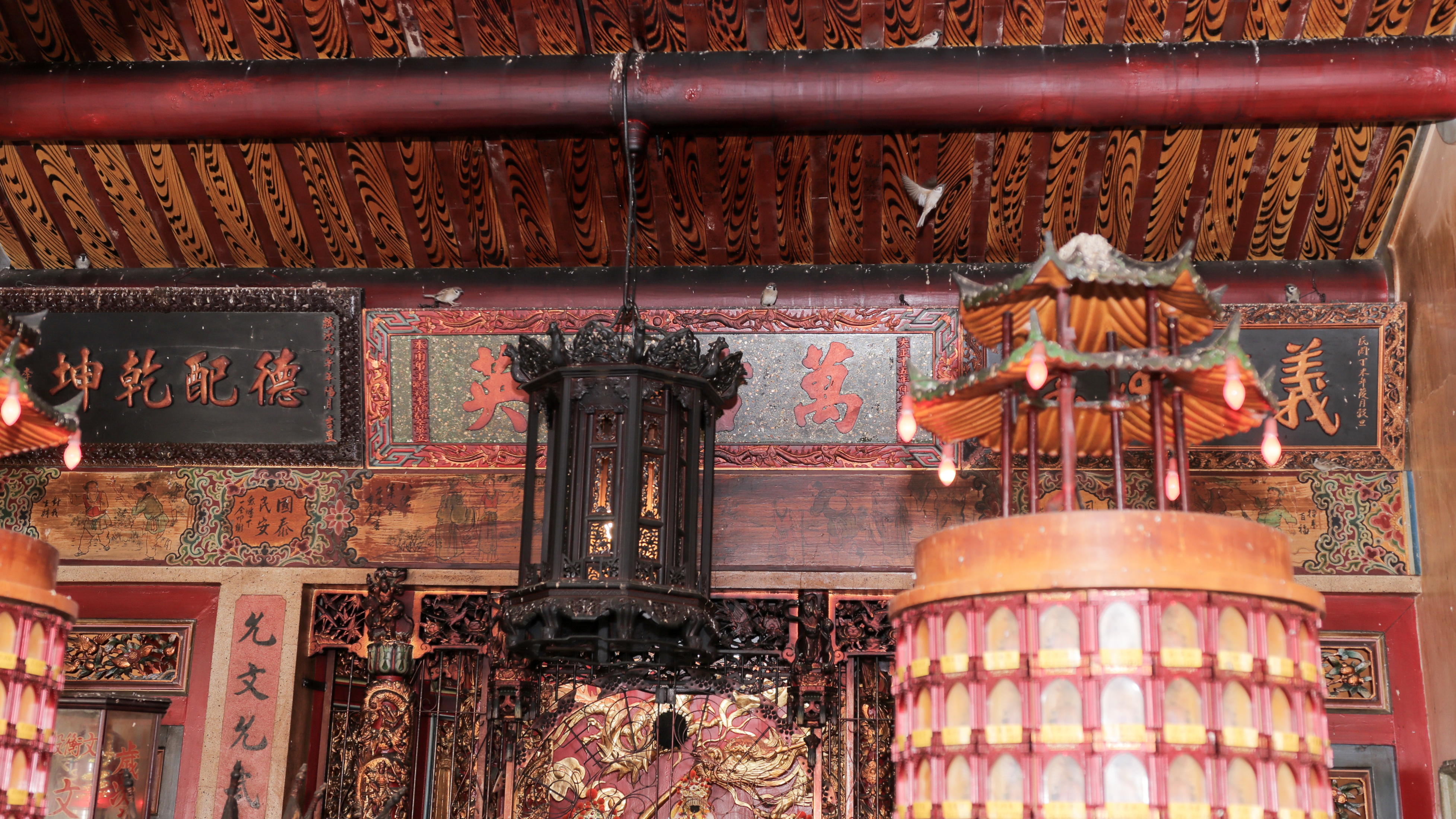
煥昌文衡殿-殿內萬年燈
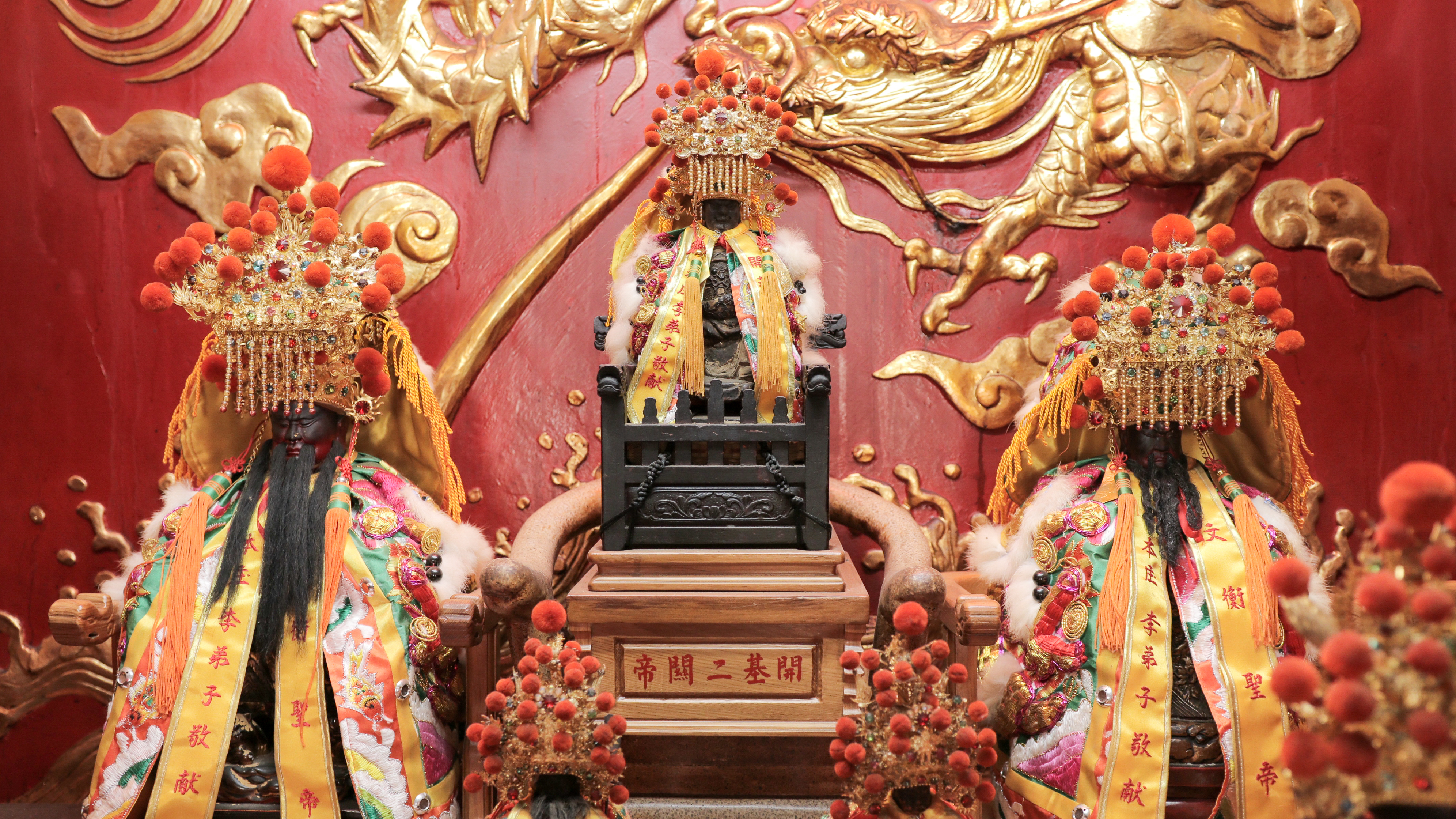
主祀神祇關聖帝君
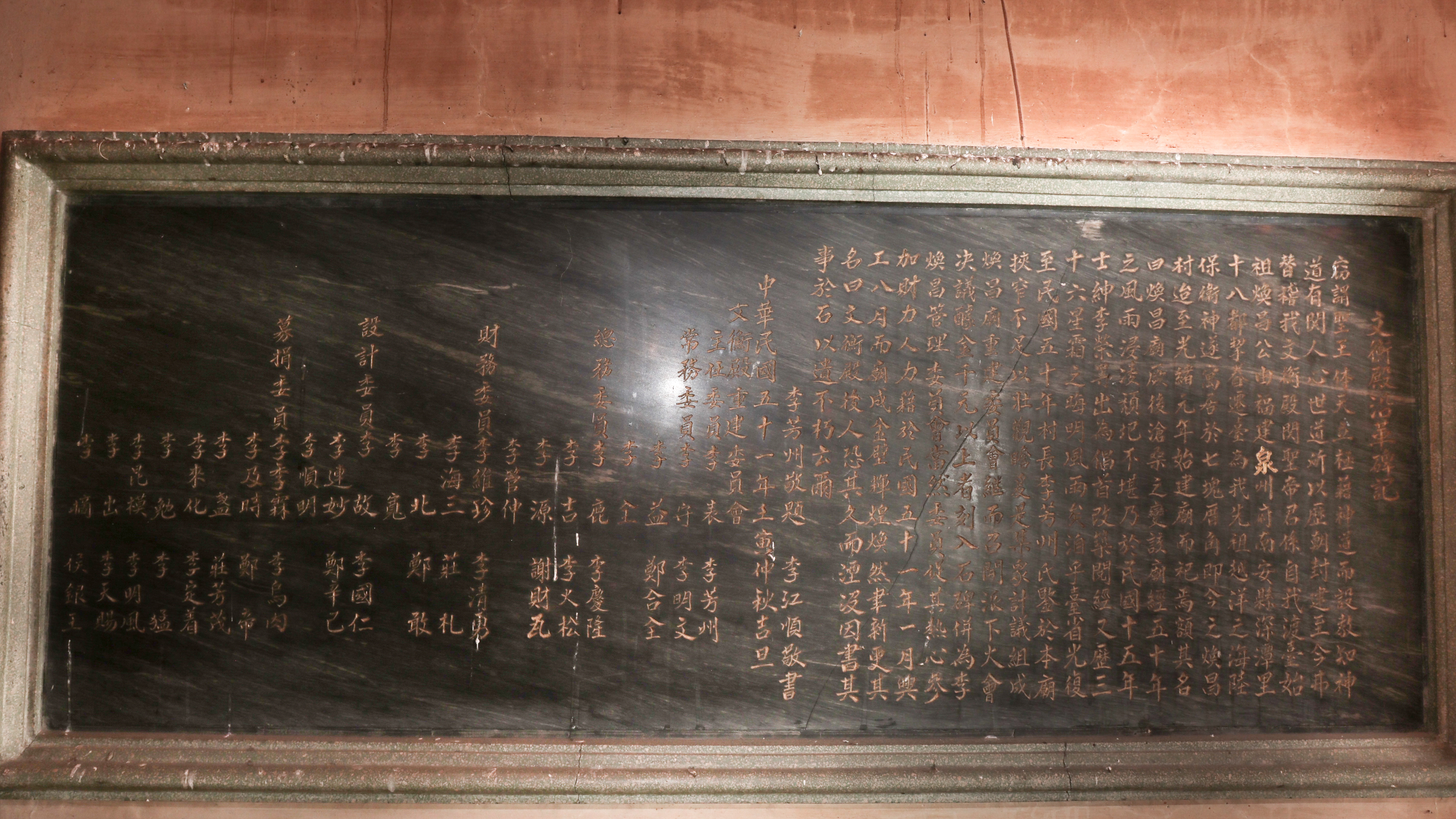
煥昌文衡殿-沿革紀念碑
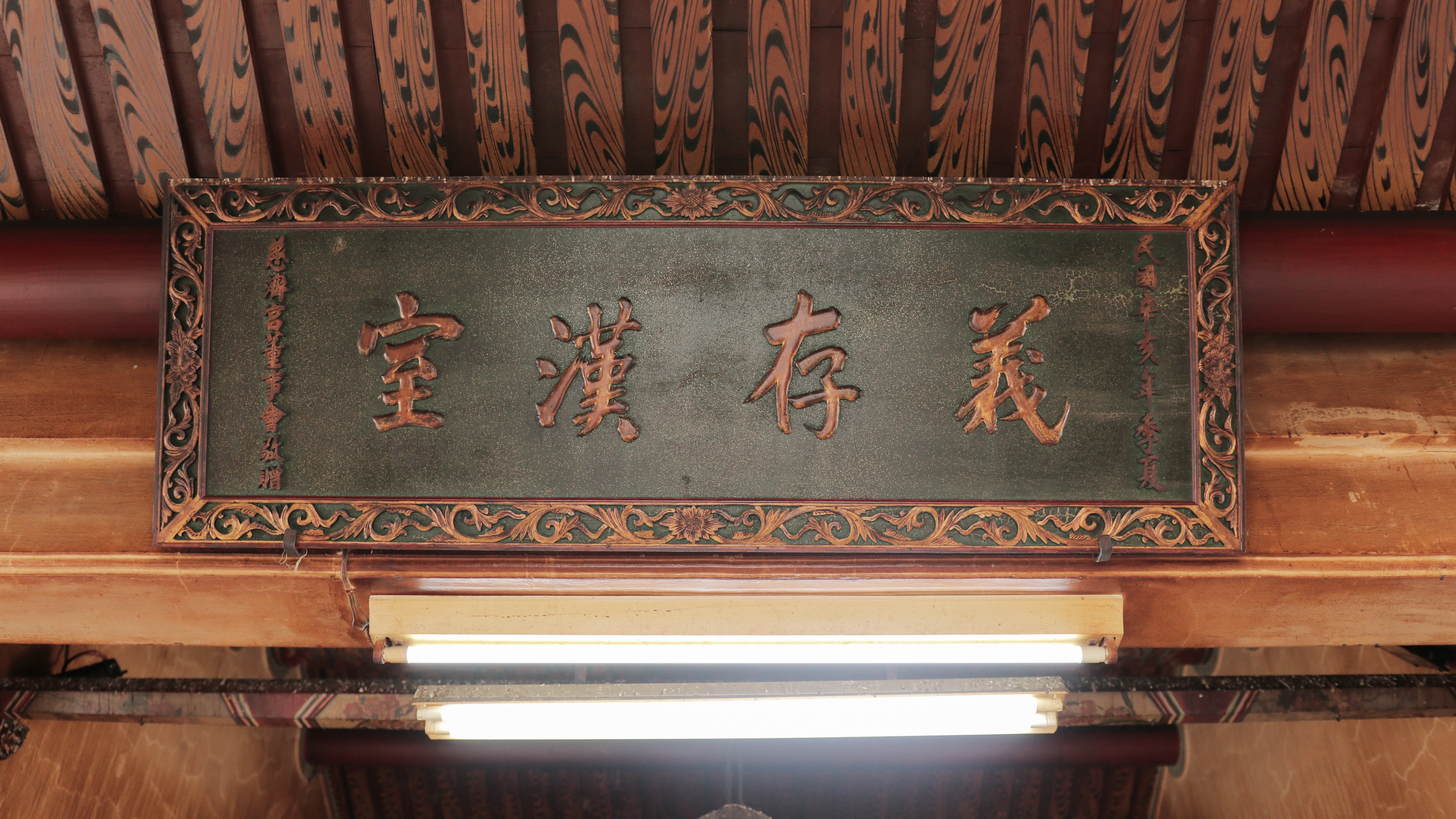
信徒捐獻的匾額